# Batrachoides manglae
Batrachoides manglae is een straalvinnige vis uit de familie van kikvorsvissen (Batrachoididae), orde Batrachoidiformes, die voorkomt in het westen van de Atlantische Oceaan.

## Beschrijving
Batrachoides manglae kan maximaal 30 centimeter lang en 350 gram zwaar worden. De aarsvin heeft 19 tot 21 stralen.

## Leefwijze
Batrachoides manglae is een zoutwatervis die voorkomt in tropische wateren. De soort is voornamelijk te vinden in kustwateren, en wateren met een zachte ondergrond.
Het dieet van de vis bestaat hoofdzakelijk uit macrofauna en vis.

## Relatie tot de mens
Batrachoides manglae is voor de visserij van beperkt commercieel belang. De soort staat als kwetsbaar op de Rode Lijst van de IUCN.